# Chiesa di San Pietro (Saint-Pierre)
La chiesa di San Pietro (in francese: Église Saint-Pierre) è una luogo di culto cattolico edificato all'inizio del XX secolo. È stata cattedrale della prefettura apostolica e poi del vicariato apostolico delle isole di Saint-Pierre e Miquelon, soppresso nel 2018. La chiesa si trova vicino al fronte del porto della capitale, in rue Jacques Cartier, ed è nota per le sue vetrate, donate da Charles de Gaulle.

## Storia
Nel 1668 coloni francesi cominciarono ad abitare le isole, portando con sé la loro fede cattolica. La costruzione della prima cattedrale è iniziata probabilmente in questo periodo ed è stato completata nel 1690. L'edificio è rimasto in piedi fino al novembre 1902, quando è andato distrutto nell'incendio che ha cancellato gran parte della città. La chiesa è stata successivamente ricostruita tra il 1905 ed il 1907 in stile basco.

## Architettura

### Esterno
La chiesa di San Pietro è stata costruita in stile basco ed è nota per la sua miscela di caratteristiche europee e locali. Lo stesso materiale usato è arenaria alsaziana e granito rosa locale.
Nella ricostruzione del 1905 è stato utilizzato anche il cemento, un materiale da costruzione innovativo all'epoca, che tuttavia non sostiene adeguatamente gli elementi architettonici dell'edificio ed ha provocato danni alle pareti esterne. Si è resa pertanto necessaria un'importante opera di restauro nel 1975, che ha portato alla ricostruzione completa del campanile.

### Vetrate
La chiesa contiene vetrate sia dell'inizio del XX secolo sia moderne. Le prime raffigurano santi francesi come santa Margherita Maria Alacoque, santa Bernadette e Nostra Signora di Lourdes, come l'omonima chiesa di Montmartre, il cui stile architettonico è qui emulato. Le vetrate moderne sono state donate, nel 1967, da Charles de Gaulle durante la sua visita nel territorio d'oltremare. Queste mostrano scene del Vangelo che coinvolgono il mare e le navi, simbolo delle isole, e Papa Giovanni XXIII che convoca il Concilio Vaticano II.